# Phường 1, thị xã Cai Lậy
Phường 1 là một phường thuộc thị xã Cai Lậy, tỉnh Tiền Giang, Việt Nam.

## Địa lý
Phường 1 nằm ở trung tâm thị xã Cai Lậy, có vị trí địa lý:
- Phía đông giáp Phường 4 và phường Nhị Mỹ
- Phía tây giáp Phường 2
- Phía nam giáp Phường 5
- Phía bắc giáp Phường 3.

Phường 1 có diện tích 2,21 km², dân số năm 2013 là 11.427 người, mật độ dân số đạt 5.182 người/km².

## Hành chính
Phường 1 được chia thành 4 khu phố: 1, 2, 3, 4.

## Lịch sử
Phường 1 được thành lập vào ngày 26 tháng 12 năm 2013 trên cơ sở điều chỉnh 68,36 ha diện tích tự nhiên, 10.027 người của thị trấn Cai Lậy; 79,15 ha diện tích tự nhiên, 995 người của xã Tân Bình và 73,02 ha diện tích tự nhiên, 405 người của xã Nhị Mỹ.
Sau khi thành lập, phường có 220,53 ha diện tích tự nhiên, dân số là 11.427 người.